# Kirsten Sheridan
Kirsten Sheridan (Dublín, Irlanda, 14 de julio de 1976) es una directora y guionista irlandesa conocida por haber escrito el guion de In America (2002) junto con su padre Jim Sheridan y su hermana Naomi Sheridan. Dirigió las películas Disco Pigs (2001) y August Rush (2007).

## Biografía
Nació en Dublín en 1976, y se trasladó con su familia a Nueva York en 1981, donde su padre luchaba por triunfar como actor y director. Su familia regresaría a Irlanda ocho años más tarde, donde su padre triunfaría como director con la película Mi pie izquierdo (1989), en la que Kirsten interpretó a la hermana menor del actor principal Daniel Day-Lewis. Estudió escritura de guiones en la Universidad de Nueva York en 1993 y luego acudió a la escuela de cine de la Universidad de Dublín, obteniendo el título en 1998. El cortometraje que usó como tesis, Patterns, ganó varios premios internacionales en los festivales de cine, al igual que su siguiente corto, The Case of Majella McGinty, sobre una niña que escapa de su vida estresante ocultándose en una maleta.
Su primer largometraje lo dirigió en 2001, y fue Disco Pigs, que fue una adaptación de Enda Walsh de su propia novela. Fue protagonizada por Cillian Murphy y Cassidy Elaine como adolescentes que viven una amistad obsesiva y antisocial. The Guardian describió a la película independiente como un "drama estilizado, hiperquinético, con escenas de lucha feroz y fantasía estilizada". Por esta película, Sheridan fue nominada a Mejor Director en los British Independent Film Awards y otros tantos premios.
Después de esta primera incursión en el cine, Sheridan colaboró con su padre, Jim Sheridan, y su hermana Naomi en el guion de In America (2002), una película basada en sus recuerdos de los años de pobreza que tuvo que vivir su familia cuando llegaron a Nueva York, con la historia de la muerte de su hermano menor como un elemento añadido por su padre Jim, que dirigió la película. Obtuvo mucho éxito y varias nominaciones a premios prestigiosos, incluyendo una nominación al Oscar en la categoría de Mejor Guion Original.
La penúltima película de Sheridan es August Rush (2007), en la que trabajó con Freddie Highmore, Jonathan Rhys Meyers, Keri Russell, Robin Williams y Terrence Howard, que cuenta la historia de dos jóvenes amantes desafortunados (Rhys Meyeres y Russell) que tienen un hijo (Highmore) que pronto demuestra ser un niño prodigio para la música (similar a Wolfgang Amadeus Mozart), y que enlaza con algunos cuentos clásicos como Oliver Twist (el personaje de Williams es una versión moderna de Fagin). La película fue bautizada como un cuento de hadas moderno con un toque musical, y recibió críticas diversas.
En 2012 Sheridan terminó su última película, Dollhouse, que se estrenó ese mismo año y ganó un premio en el Festival Internacional de Cine de Berlín.

## Filmografía
| Año  | Película                            | Director         | Funciones                    |
| ---- | ----------------------------------- | ---------------- | ---------------------------- |
| 2016 | London Town                         | Derrick Borte    | Guionista                    |
| 2012 | Dollhouse                           | Kirsten Sheridan | Director Guionista           |
| 2007 | Bua (corto)                         | Sonya Gildea     | Productor                    |
| 2007 | August Rush                         | Kirsten Sheridan | Director                     |
| 2002 | In America                          | Jim Sheridan     | Guionista                    |
| 2001 | Disco Pigs                          | Kirsten Sheridan | Director                     |
| 1999 | The Case of Majella McGinty (corto) | Kirsten Sheridan | Director Productor           |
| 1999 | Patterns (corto)                    | Kirsten Sheridan | Director Guionista Productor |
| 1989 | Mi pie izquierdo                    | Jim Sheridan     | Actriz                       |

## Premios y distinciones
Óscar
| Año  | Categoría            | Película   | Resultado |
| ---- | -------------------- | ---------- | --------- |
| 2004 | Mejor Guion Original | In America | Nominada  |